# Philippe Delzenne
Philippe Delzenne, né le 11 décembre 1956 à Louvain (province du Brabant flamand), est un auteur de bande dessinée flamand. Avec son collègue Gerd Van Loock, il dessine la série de bande dessinée Gil et Jo dans l'équipe du Studio Jef Nys.

## Biographie
Philippe Delzenne naît le 11 décembre 1956, à Louvain. Il commence sa carrière de dessinateur de bande dessinée en 1977, travaillant pour Frank Sels sur la série Zilverpijl. Deux ans plus tard, il est engagé par Jef Nys pour assister aux décors et à l'encrage des aventures de Gil et Jo. Il quitte le studio anversois de Jef Nys en 1985 pour rejoindre le Studio Peyo. Pendant une dizaine d'années, il dessine des Schtroumpfs pour toutes sortes de projets, et il collabore également avec Peyo et Thierry Culliford aux scénarios. Il fournit aussi les illustrations de certains nouveaux gags Poussy qui sont publiés dans le magazine Schtroumpf ! en 1991-1992.
Il retourne au Studio Jef Nys en 1998 et collabore aux histoires de Gil et Jo avec Gerd Van Loock depuis lors. Il redessine également certains des premiers épisodes de la série et participe à l'écriture du scénario depuis le récit De Komkommerprinses. À la mort de Nys en 2009, Delzenne et Van Loock sont devenus les auteurs officiels de la série. Ils écrivent et dessinent alternativement leurs propres albums Gil et Jo, sous les règles strictes de non-violence, pas d'armes, pas de sexe, pas de drogue, etc. Depuis l'album no 251, Gerd Van Loock et Philippe Delzenne sont également crédités sur les albums de Gil et Jo.
En 2014, Merho, Carll Cneut et Mark Borgions ont tous dessiné la couverture de l'album Gil et Jo intitulé : De Boemerang van Kirimbir dans leur propre style. Ces trois albums avec des couvertures différentes présentent la même histoire originale dessinée par Philippe Delzenne.

### Vie privée
Philippe Delzenne demeure à Bruges depuis 1986.

## Œuvres

### Albums de bande dessinée
Les Schtroumpfs
- 15. L'Étrange Réveil du Schtroumpf paresseux, Cartoon Creation, Bruxelles, avril 1991
Scénario : Jean-Claude De la Royère - Dessin : Philippe Delzenne, Alain Maury - Couleurs : quadrichromie -  (ISBN 2-87345-024-X),Contient : L'Étrange Réveil du Schtroumpf paresseux, Le Petit Train des Schtroumpfs, Le Schtroumpf et son dragon, Les Schtroumpfs pompiers et Une taupe chez les Schtroumpfs[5].
- 21. On ne schtroumpfe pas le progrès, Le Lombard, Bruxelles, novembre 2002
Scénario : Philippe Delzenne, Thierry Culliford - Dessin : Ludo Borecki, Pascal Garray - Couleurs : Nine, José Grandmont -  (ISBN 2-80361-773-0)

## Prix et distinctions
- 2012 :  Crayon d'or au Festival de bande dessinée de Middelkerke à Middelkerke, partagé avec Gerd Van Loock pour Jommeke[6].

#### Livres
: document utilisé comme source pour la rédaction de cet article.
- Philippe Mellot, Michel Denni, Laurent Turpin et Isabelle Morzadec, Trésors de la bande dessinée : BDM 2023-2024 - Catalogue encyclopédique et Argus, Paris, Les Arènes, novembre 2022, 23e éd., 1677 p., ill. ; 23 cm (ISBN 9791037507280, OCLC 1351462460, présentation en ligne), p. 1124. .

#### Périodiques
- (nl) Philippe Delzenne (interviewé par Mario Stabel), « De modernisering van Jommeke speelt zich af in de verhalen, niet in de kledij. », Stripspeciaalzaak,‎ 2018 (lire en ligne [PDF], consulté le 3 octobre 2023).